# Anatoli Galouza
Anatoli Galouza (Galouza bevorzugt selbst die niederländische Schreibweise; belarussisch Анатоль Пятровіч Галуза, Anatol Pjatrowitsch Halusa; russisch Анатолий Петрович Галуза, Anatolij Petrowitsch Galusa; * 26. September 1957 in Babrujsk, Sowjetunion) ist ein ehemaliger sowjetisch-belarussischer Handballspieler, der die niederländische Staatsbürgerschaft besitzt.
Galouza spielte seit der Gründung 1975 bis zum Jahr 1990 für SKA Minsk, mit dem der Handballtorwart 1981, 1984, 1985, 1986, 1988 und 1989 sowjetischer Meister sowie 1980, 1981 und 1982 Pokalsieger wurde. 1983 und 1988 gewann der langjährige Kapitän mit dem Armeeklub den Europapokal der Pokalsieger, 1987, 1989 und 1990 den Europapokal der Landesmeister. 1990 erhielt er die Freigabe, in den Westen zu wechseln. So spielte er bis zu seinem Karriereende im Jahr 1998 für den niederländischen Verein Anova E&O Emmen, mit dem er 1991, 1992, 1996 und 1998 Meister sowie 1992 und 1996 Pokalsieger wurde. Anschließend trainierte er zunächst die Torhüterinnen von Emmen, dann auch die der Frauen-Nationalmannschaft. 2002 sprang er noch einmal bei Emmen für einige Spiele ein, als die beiden Stammtorhüter ausfielen. Auch in der Saison 2021/22 ist Galouza Torwarttrainer in Emmen.
Mit der sowjetischen Junioren-Nationalmannschaft wurde Galouza 1977 Weltmeister. Auch in der sowjetischen A-Nationalmannschaft war er aktiv.
Anatoli Galouza erhielt 1989 die Auszeichnung Verdienter Meister des Sports der UdSSR.
Er ist verheiratet und hat zwei Töchter. Natasha und Waleria Galouza spielten semi-professionell Tennis, Waleria wechselte zum Handball und spielte u. a. für den deutschen Bundesligisten SVG Celle.